# Campionati del mondo di duathlon del 2022
I Campionati del mondo di duathlon del 2022 (XXXIII edizione) si sono tenuti a Targu Mures in Romania, dal 10 al 12 giugno 2025.
Tra gli uomini ha vinto il francese Krilan Le Bihan, mentre la gara femminile è andata alla venezuelana Joselyn Daniely Brea Abreu.
Questa edizione ha visto per la prima volta nel calendario ufficiale la staffetta mista vinta dalla squadra italiana.
Si sono aggiudicati il titolo mondiale nella categoria junior rispettivamente l'italiano Nicolò Astori e la magiara Nora Romina.
La gara valida per il titolo di campione del mondo di duathlon - nella categoria under 23 - è andata a il belga Thibaut De Smet, mentre tra le donne a la magiara Tünde Bukovszki.

## Risultati

### Élite uomini
| Pos. | Nome                         | Paese        | Corsa    | Bici     | Corsa    | Totale    |
| ---- | ---------------------------- | ------------ | -------- | -------- | -------- | --------- |
|      | Krilan Le Bihan              | Francia      | 00:29:04 | 00:54:05 | 00:16:02 | 01:40:32  |
|      | Benjamin Choquert            | Francia      | 00:29:04 | 00:55:17 | 00:15:06 | 01:40:51  |
|      | Maxime Hueber-Moosbrugger    | Francia      | 00:29:04 | 00:55:14 | 00:15:33 | 01:41:10  |
| 4    | Thibaut De Smet              | Belgio       | 00:30:29 | 00:52:34 | 00:16:54 | 01:41:26  |
| 5    | Arnaud Dely                  | Belgio       | 00:29:03 | 00:55:02 | 00:15:41 | 001:41:26 |
| 6    | Nathan Guerbeur              | Francia      | 00:29:05 | 00:54:06 | 00:16:46 | 01:41:37  |
| 7    | Daan De Groot                | Template:NDL | 00:30:30 | 00:52:40 | 00:17:04 | 01:41:43  |
| 8    | Valentin André               | Francia      | 00:20:11 | 00:55:07 | 00:15:50 | 01:41:49  |
| 9    | Angelo Vandecasteele         | Belgio       | 00:29:51 | 00:54:24 | 00:16:25 | 01:42:07  |
| 10   | Giani Vanden Broucke         | Belgio       | 00:30:06 | 00:54:04 | 00:16:30 | 01:42:15  |
| 11   | Vincent Bierinckx            | Belgio       | 00:30:07 | 00:54:07 | 00:16:50 | 01:42:39  |
| 12   | Simon Davis                  | Regno Unito  | 00:30:06 | 00:54:07 | 00:17:35 | 001:43:21 |
| 13   | Hugo Milner                  | Regno Unito  | 00:29:05 | 00:57:47 | 00:15:31 | 01:44:02  |
| 14   | Philip Wylie                 | Regno Unito  | 00:30:29 | 00:56:28 | 00:16:35 | 01:45:05  |
| 15   | Celestino Fernandez Martinez | Spagna       | 00:30:44 | 00:56:13 | 00:17:02 | 01:45:27  |
| 16   | Toon Mariën                  | Belgio       | 00:30:23 | 00:56:32 | 00:17:03 | 01:45:31  |
| 17   | Matt Smith                   | Australia    | 00:30:29 | 00:56:31 | 00:16:52 | 01:45:34  |
| 18   | Adam Baker                   | Regno Unito  | 00:31:24 | 00:55:27 | 00:17:00 | 01:45:36  |
| 19   | Thomas Cremers               | Paesi Bassi  | 00:30:28 | 00:56:29 | 00:17:42 | 01:46:16  |
| 20   | Francisco Viana              | Brasile      | 00:31:46 | 00:56:17 | 00:17:43 | 01:47:25  |
| 21   | Aaron Decloet                | Belgio       | 00:31:23 | 00:57:13 | 00:17:30 | 01:47:42  |
| 22   | Nicolas De Smet              | Belgio       | 00:32:37 | 00:55:48 | 00:18:02 | 01:48:11  |
| 23   | Valentin Van Wersch          | Paesi Bassi  | 00:32:21 | 00:56:29 | 00:17:56 | 01:48:30  |
| 24   | Jeroen Bakker                | Paesi Bassi  | 00:32:38 | 00:56:20 | 00:17:59 | 01:48:41  |
| 25   | Peter Simon                  | Ungheria     | 00:31:30 | 00:58:10 | 00:17:55 | 01:49:28  |
| 26   | Peter Szilagyi               | Ungheria     | 00:31:47 | 00:58:42 | 00:17:56 | 01:50:15  |
| 27   | Lukas Prokopavicius          | Lituania     | 00:33:36 | 00:56:25 | 00:18:56 | 01:50:30  |
| 28   | Liam Lloyd                   | Regno Unito  | 00:33:33 | 00:56:26 | 00:19:36 | 01:51:09  |
| 29   | Franco Forestier             | Uruguay      | 00:32:16 | 01:00:11 | 00:17:26 | 01:51:44  |
| 30   | Erik Rogoz                   | Romania      | 00:33:51 | 00:58:38 | 00:18:33 | 01:52:44  |
| 31   | Shuntaru Takai               | Giappone     | 00:32:21 | 00:58:38 | 00:18:33 | 01:53:08  |
| 32   | Andrei Vrabii                | Moldavia     | 00:34:00 | 00:59:26 | 00:19:00 | 01:54:27  |
| 33   | Valentin Gutknecht           | Svizzera     | 00:34:08 | 00:58:19 | 00:20:19 | 01:54:44  |
| 34   | Catalin Romas                | Romania      | 00:34:36 | 01:00:49 | 00:17:55 | 01:54:46  |
| 35   | Sean Price                   | Stati Uniti  | 00:34:55 | 01:01:17 | 00:20:43 | 01:58:57  |
| 36   | Simon Martin                 | Belgio       | 00:32:21 | 01:05:42 | 00:19:31 | 01:59:20  |

### Élite donne
| Pos. | Nome                       | Paese       | Corsa    | Bici     | Corsa    | Totale    |
| ---- | -------------------------- | ----------- | -------- | -------- | -------- | --------- |
|      | Joselyn Daniely Brea Abreu | Venezuela   | 00:33:21 | 01:02:20 | 00:17:15 | 01:54:30  |
|      | Céline Kaiser              | Germania    | 00:33:50 | 01:01:46 | 00:17:13 | 01:54:32  |
|      | Ai Ueda                    | Giappone    | 00:33:22 | 01:02:18 | 00:17:18 | 01:54:35  |
| 4    | Giorgia Priarone           | Italia      | 00:33:23 | 01:02:15 | 00:17:26 | 01:54:42  |
| 5    | Maria Varo Zubiri          | Spagna      | 00:33:22 | 01:02:16 | 00:18:05 | 001:55:22 |
| 6    | Maurine Ricour             | Belgio      | 00:34:00 | 01:01:32 | 00:17:59 | 01:55:24  |
| 7    | Sandrina Illes             | Austria     | 00:34:01 | 01:01:35 | 00:18:17 | 01:55:49  |
| 8    | Marion Le Goff             | Francia     | 00:33:21 | 01:02:23 | 00:18:28 | 01:55:59  |
| 9    | Marta Bernardi             | Italia      | 00:35:02 | 01:00:36 | 00:18:47 | 01:56:11  |
| 10   | Ann Schoot Uiterkamp       | Paesi Bassi | 00:34:01 | 01:01:32 | 00:19:13 | 01:56:34  |
| 11   | Sonia Bejarano             | Spagna      | 00:34:47 | 01:03:03 | 00:18:55 | 01:56:43  |
| 12   | Claudia Kelsall            | Regno Unito | 00:34:15 | 01:01:24 | 00:19:21 | 01:56:56  |
| 13   | Karin Nieuwenhuijsen       | Paesi Bassi | 00:34:57 | 01:00:39 | 00:19:33 | 01:57:02  |
| 14   | Edymar Daniely Brea Abreu  | Venezuela   | 00:33:23 | 01:02:18 | 00:19:34 | 01:57:04  |
| 15   | Tunde Bukovszki            | Ungheria    | 00:35:29 | 01:05:55 | 00:18:59 | 02:02:04  |
| 16   | Marta Romance              | Spagna      | 00:35:43 | 01:05:49 | 00:19:52 | 02:03:03  |
| 17   | Nicole Allan               | Regno Unito | 00:35:43 | 01:05:49 | 00:19:52 | 02:03:03  |
| 18   | Hanna Breitner             | Ungheria    | 00:37:09 | 01:06:47 | 00:19:49 | 02:05:29  |
| 19   | Borbala Sarcia             | Ungheria    | 00:38:01 | 01:05:52 | 00:21:02 | 02:06:40  |
| 20   | Anna Zehnder               | Svizzera    | 00:39:49 | 01:04:24 | 00:23:17 | 02:02:29  |
| 21   | Alexa Magallon             | Svizzera    | 00:39:30 | 01:06:48 | 00:24:31 | 02:12:52  |
| 22   | Man Yun Yong               | Singapore   | 00:40:54 | 01:08:44 | 00:22:31 | 02:14:28  |